# Iwamaru Fumiya
Fumiya Iwamaru (sinh ngày 4 tháng 12 năm 1981) là một cầu thủ bóng đá người Nhật Bản.

## Sự nghiệp câu lạc bộ
Fumiya Iwamaru đã từng chơi cho Vissel Kobe, Júbilo Iwata, Thespakusatsu Gunma, Avispa Fukuoka, Yokohama FC, Roasso Kumamoto và Thespakusatsu Gunma.